# Makron (bakverk)
En makron, franska: macaron [makaˈʁɔ̃], är en sorts liten mandelkaka påminnande om både biskvi och maräng. Det är ett bakverk gjort på äggvitor, mald mandel, florsocker och socker. Ofta presenteras makroner i olika färger tillsammans.

## Karaktär
Makronen är en biskviformad (runt kupolformad med platt botten) kaka som är några centimeter i diameter, med ett relativt fast ytterhölje och beroende på variant ett knaprigt luftigt eller ett mjukt segt innandöme. Den marängliknande konsistensen kommer sig av ingredienserna, som delvis är desamma som i maräng (äggvita och socker). Luftigheten beror på äggvitan och det förekommer inget mjöl eller jäsmedel i makronerna.
Kakorna är oftast ihoplagda två och två med en söt smaksatt smörkräm emellan. Smörkrämen, och även de själva marängerna, smaksätts med många olika smaker, beroende på tillverkare, säsong, region och så vidare. En vanlig smak är choklad.

## Historia

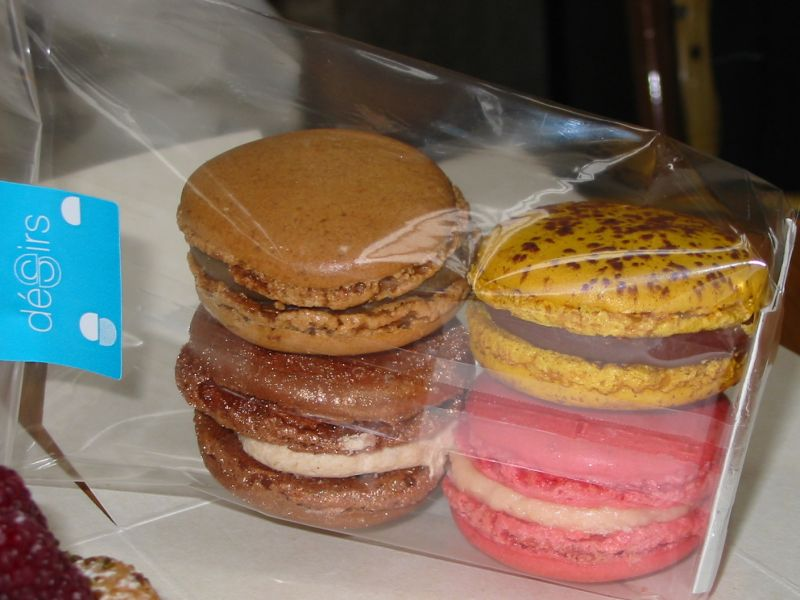
Makroner från ett bageri i Paris

I Frankrike kallas de dubbla fyllda makronerna för macaron vilket är samma namn som de enkla traditionella mandelbiskvierna som de har sitt ursprung från. Dessa traditionella macarons har en lång historia i Frankrike, och är lokala specialiteter i flera områden. Även detta namn på de traditionella kakorna har under 1800-talet spridit sig mellan länderna i Europa. I Tyskland finns till exempel Makrone och i engelsktalande länder finns macaroon, som är mer solida och gjorda antingen av kokos eller mandelmassa.
Makronerna har fått uppmärksamhet och internationell spridning tack vare ett antal pariskonditorier; ett ledande namn är det stora konditoriet Ladurée, som i slutet av 1900-talet tog hjälp av konditorn Pierre Hermé och experimenterade fram makroner med nya färger och smaker. Ladurée har sålt makroner sedan 1930-talet och de hävdar på sin hemsida att de var först med att lägga ihop mandelbiskvierna till makroner.

## Variation

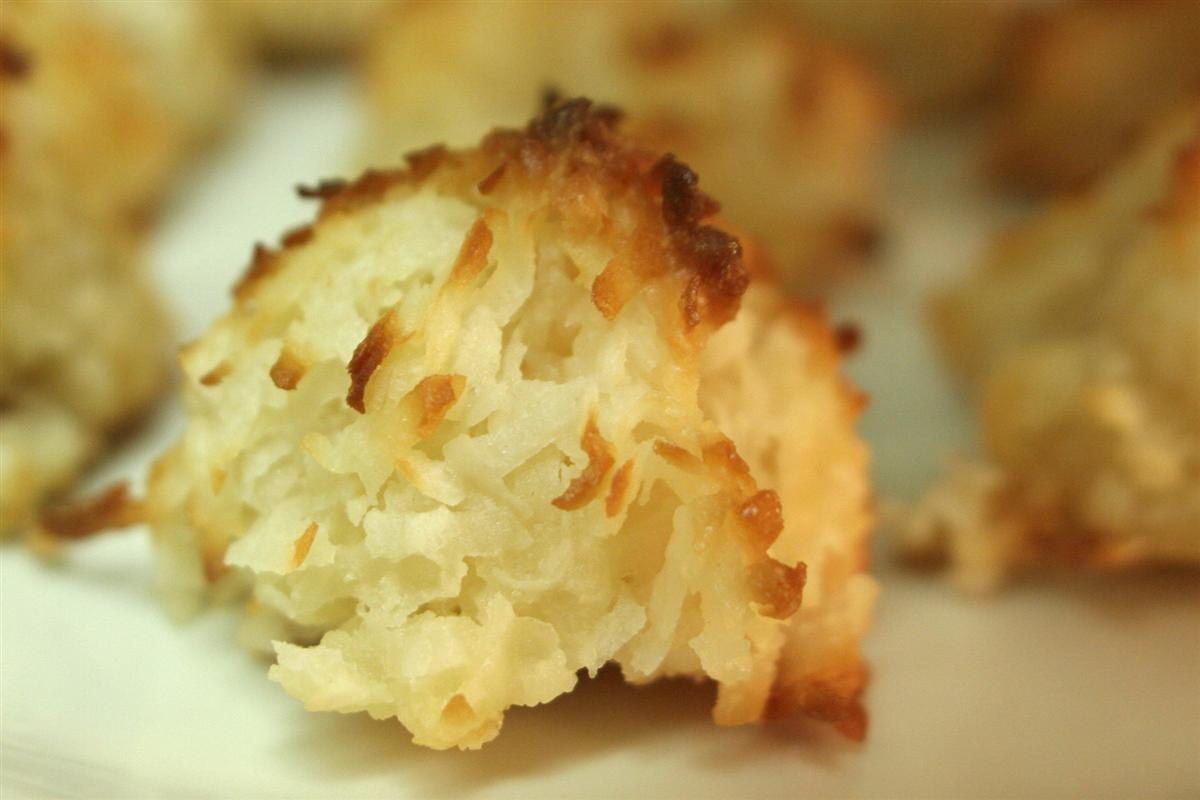
Kokostopp kallas coconut macaroon på engelska och Kokosmakron på tyska.

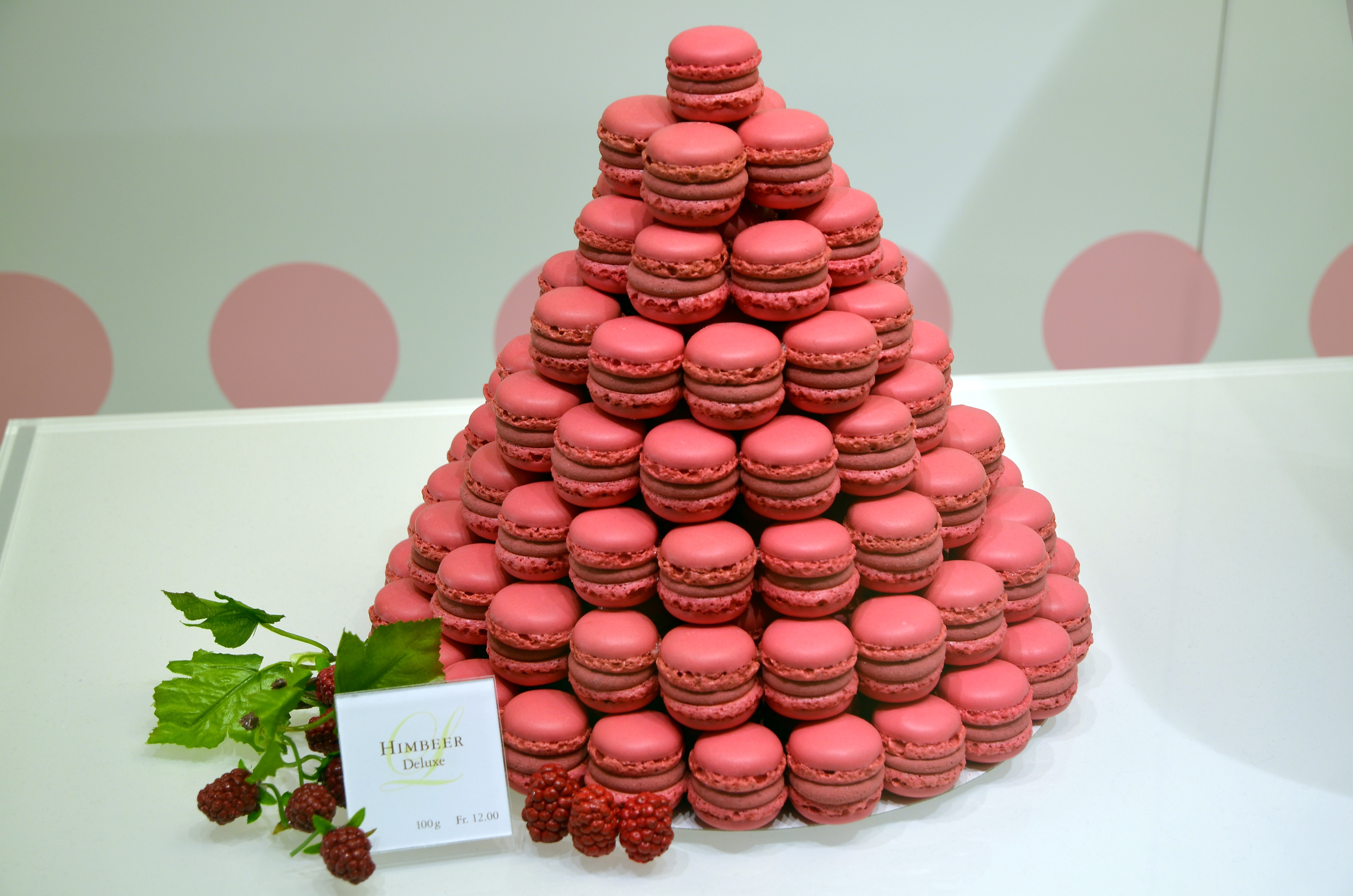
Luxemburgerli

I Japan är det vanligt att man byter ut den malda mandeln mot mald jordnöt och smaksätter med wagashismaker. Det kallas då makoron.
Den schweiziska konditorifirman Sprüngli tillverkar Luxemburgerli som liknar makronen, men är mindre och luftigare.

## Makroner i populärkultur
Pastellfärgade makroner från Ladurée hade en framträdande roll i filmen Marie Antoinette från 2006 av Sofia Coppola.